# Skolmassakern i Kauhajoki
Skolmassakern i Kauhajoki var ett skottdrama som inträffade tisdagen den 23 september 2008 på en yrkeshögskola i Kauhajoki, i Södra Österbotten i Finland. Skolan var en lokal enhet tillhörande Seinäjoki yrkeshögskola vars huvudort är Seinäjoki. Totalt elva personer sköts till döds, bland dem gärningsmannen Matti Juhani Saari som begick självmord. Detta var tredje gången som ett skottdrama inträffat i en finländsk skola. Den första liknande händelsen inträffade 1989 vid Raumanmeriskolan i Raumo, då två personer dödades, den andra händelsen var 2007 vid Jokela skola, då nio personer dödades. Allmän sorgflaggning påbjöds den 24 september 2008 i Finland, för offren och de anhöriga.

## Händelseförlopp
Polisen rapporterade att pistolmannen troligen var en 22-årig elev på skolan, senare identifierad som Matti Juhani Saari.  Klockan var 11:00 på förmiddagen, när Saari öppnade eld på yrkesskolan där han studerat sedan ett år. I ett klassrum i skolan satt elever och skrev en tentamen. Saari gick runt till flera av skolbyggnaderna innan han kom till klassrummet med tentamenseleverna. Där började han skjuta vilt omkring sig.
Saari var klädd i svart med skidmask och beväpnad med ett halvautomatiskt handeldvapen. Utöver detta var han också utrustad med sprängmedel. Omkring 150 elever befann sig i skolbyggnaderna vid tiden för de första skotten. När polis och räddningstjänst kom till platsen pågick skottlossningen fortfarande. Det brann också på minst två platser i skolan, anlagt av förövaren, vilket försvårade evakueringen av eleverna.
Polisen rapporterade vid halv tolv att alla elever var evakuerade. Saari var då omringad av polisen och från ett klassrum sköt han upprepade gånger mot polisen, innan han vände vapnet mot sig själv. Han dog inte omedelbart utan fördes till Tammerfors universitetssjukhus, där han vårdades för skottskadan han fått i huvudet. Han avled dock senare.
Polisen informerade YLE och andra finska nyhetsmedier att ett antal människor antas vara skadade eller dödade. Media har rapporterat att det fanns ca 200 studenter i byggnaden vid tiden för det inträffade och att skottlossningen startade vid 11-tiden.
Förövaren hade tidigare publicerat videor och bilder på sig själv med olika sorters eldvapen, liknande dem som gärningsmannen vid massakern på Jokela skola.
Under fredagen, den 26 september 2008, meddelade polisen i Finland att offren från skolmassakern i Kauhajoki identifierats officiellt. Det framgick då att samtliga Saaris tio offer hade flera skottskador. Identifikationen skedde genom tandregister och DNA, enligt polisen i Finland. Eftersom gärningsmannen tänt på i klassrummet var samtliga offer brännskadade. Saari själv och en av de dödade, en kvinna, påträffades i korridoren utanför klassrummet. Av offren var nio elever, åtta kvinnor och en man, samtliga dryga 20 år gamla. Det tionde dödsoffret var en manlig lärare mellan 50 och 60 år.
Enligt utredningsledare i Finland var eleverna alla klasskamrater till Saari.

## Bakgrund och efterspel
Saari fick vapenlicens till mordvapnet, en 22-kalibrig halvautomatisk pistol, en månad före massakern. Han lade sedan upp minst fyra filmer på Youtube där han provskjuter sitt vapen. Polisen förhörde därefter Saari på måndagseftermiddagen den 22 september 2008, mindre än ett dygn före massakern, med anledning av filmerna på internet. Den finländska inrikesministern Anne Holmlund meddelade under en presskonferens att polisen då inte fått några indikationer som skulle ha gett anledning att beslagta något vapen. Den ansvariga kommissarien, som förhört gärningsmannen, gavs av hovrätten en varning för tjänstebrott av oaktsamhet. De anhöriga hade yrkat på dom för tio fall av grovt dödsvållande och brott mot tjänsteplikt.
På tisdagsmorgonen loggade Saari in på sitt Youtube-konto. 45 minuter innan han öppnade eld på skolan besökte han en annan internetcommunity där han skrev ett inlägg med rubriken "Massacre in Kauhajoki".
Polisen redovisade senare att förövaren planerade sitt dåd redan 2002. I efterlämnade meddelanden framgår att han sade sig hata hela mänskligheten.
Finland fälldes 2020 i Europadomstolen för brott mot den europeiska människorättskonventionen genom att inte ha tryggat rätten till liv, åtta år efter att saken väckt där av anhöriga till de avlidna. Domstolen ansåg att vapnet borde ha beslagtagits, trots att skolskjutningen inte kunde förutses. Däremot ansåg rätten inte att polisen borde ha haft tillgång till uppgifter om mannens psykiska hälsa. Det är andra gången Finland fälls för att inte ha skyddat rätten till liv. Det första gällde en flykting som returnerats till sitt hemland.
Efter dådet skärptes vapenlagstiftningen i Finland. Antalet årligen beviljade vapenlicenser för sportskytte har halverats sedan dådet.